# Tokimeki Memorial 3
DETALLES

Doki Memories 3 amplía aún más los límites tecnológicos de los simuladores de citas, convirtiéndose en el primer videojuego que presenta chicas animadas completamente en 3D. Sin embargo, muchos fanáticos quedaron decepcionados con el aspecto de las chicas, que si bien estaban bien animadas, no parecían tan pulidas como el arte 2D, y los sistemas del juego estaban simplificados. Las ventas del juego no estuvieron a la altura de las expectativas, por lo que, a diferencia de los dos primeros juegos de la serie, Doki Memories 3 no tenía un juego de drama de audio ni ningún otro lado a lado. Fue el último videojuego nuevo de la serie original hasta Memories 4 de 2009.
Tokimeki Memorial 3: Yakusoku no Ano Basho de (ときめきメモリアル3 〜約束のあの場所で〜?) es un videojuego de simulación de citas desarrollado y publicado por Konami. Es el tercer título de la serie Tokimeki Memorial.
Tokimeki Memorial 3 fue lanzado en el 2001 para PlayStation 2 y amplió los límites técnicos para los simuladores de citas al ser el primer juego del género en presentar las chicas con gráficos totalmente en 3-D y renderizadas con cel shading. Sin embargo, muchos fanes se sintieron decepcionados con la apariencia de las chicas que, aunque bien animadas, no parecían tan pulidas como los diseños en 2D, así como por la simplificación del sistema de juego. El juego no se vendió tan bien como se esperaba y, como resultado de esto, a diferencia de los dos juegos anteriores de la serie, Tokimeki Memorial 3 no tuvo juegos de la subserie Drama o spin-offs. Fue el último juego en la serie original, hasta el anuncio de Tokimeki Memorial 4 en 2009.